# Neolitsea lunglingensis
Neolitsea lunglingensis är en lagerväxtart som beskrevs av Hsi Wen Li. Neolitsea lunglingensis ingår i släktet Neolitsea och familjen lagerväxter. Inga underarter finns listade i Catalogue of Life.